# Ajjers
 (mai 2025).
La mise en forme du texte ne suit pas les recommandations de Wikipédia : il faut le « wikifier ».
Les points d'amélioration suivants sont les cas les plus fréquents. Le détail des points à revoir est peut-être précisé sur la page de discussion.
- Les titres sont pré-formatés par le logiciel. Ils ne sont ni en capitales, ni en gras.
- Le texte ne doit pas être écrit en capitales (les noms de famille non plus), ni en gras, ni en italique, ni en « petit »…
- Le gras n'est utilisé que pour surligner le titre de l'article dans l'introduction, une seule fois.
- L'italique est rarement utilisé : mots en langue étrangère, titres d'œuvres, noms de bateaux, etc.
- Les citations ne sont pas en italique mais en corps de texte normal. Elles sont entourées par des guillemets français : « et ».
- Les listes à puces sont à éviter, des paragraphes rédigés étant largement préférés. Les tableaux sont à réserver à la présentation de données structurées (résultats, etc.).
- Les appels de note de bas de page (petits chiffres en exposant, introduits par l'outil «  Source ») sont à placer entre la fin de phrase et le point final[comme ça].
- Les liens internes (vers d'autres articles de Wikipédia) sont à choisir avec parcimonie. Créez des liens vers des articles approfondissant le sujet. Les termes génériques sans rapport avec le sujet sont à éviter, ainsi que les répétitions de liens vers un même terme.
- Les liens externes sont à placer uniquement dans une section « Liens externes », à la fin de l'article. Ces liens sont à choisir avec parcimonie suivant les règles définies. Si un lien sert de source à l'article, son insertion dans le texte est à faire par les notes de bas de page.
- La présentation des références doit suivre les conventions bibliographiques. Il est recommandé d'utiliser les modèles {{Ouvrage}}, {{Chapitre}}, {{Article}}, {{Lien web}} et/ou {{Bibliographie}}. Le mode d'édition visuel peut mettre en forme automatiquement les références.
- Insérer une infobox (cadre d'informations à droite) n'est pas obligatoire pour parachever la mise en page.

Pour une aide détaillée, merci de consulter Aide:Wikification.
Si vous pensez que ces points ont été résolus, vous pouvez retirer ce bandeau et améliorer la mise en forme d'un autre article.

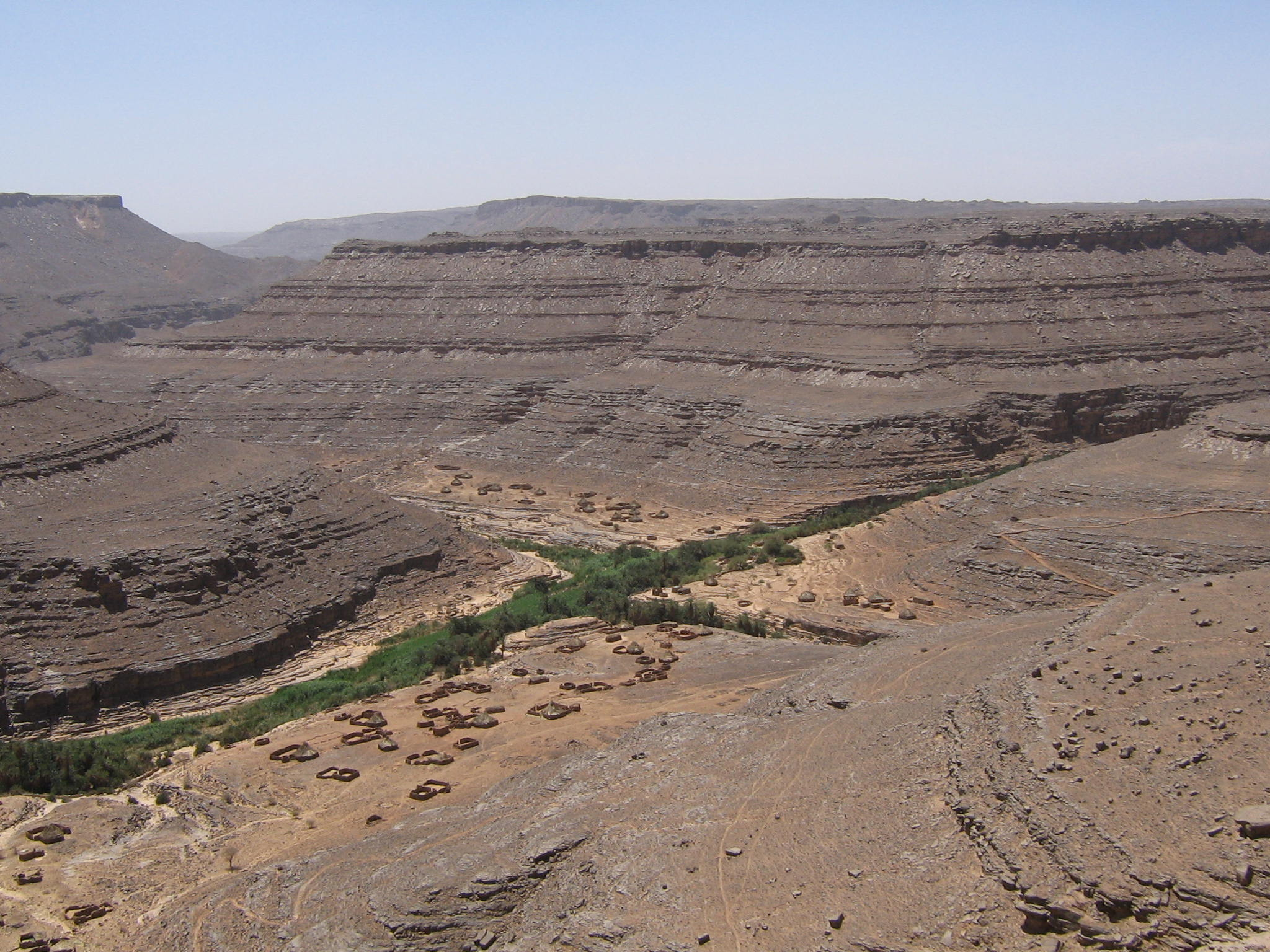
Iherir, un village des Kel Ajjer dans le Tassili n'Ajjer

Les Ajjers ou Kel Ajjer (parfois Azgar, Azdjer) sont une confédération touareg dont le territoire est situé à cheval entre l'Algérie et la Libye, dans l'est du Sahara algérien et l'Ouest libyen. Leur capitale est traditionnellement Ghât et dans une moindre mesure Oubari et Djanet. Ils parlent le tamahaq, une variante de la langue des berbères.

## Territoire
Le territoire des Kel Ajjer couvre les départements d’Illizi et de Djanet, dans sa partie algérienne, et Oubari et Ghadamès, du côté libyen. Ce territoire fut pendant l’Antiquité le berceau de la civilisation des Garamantes.

## Organisation

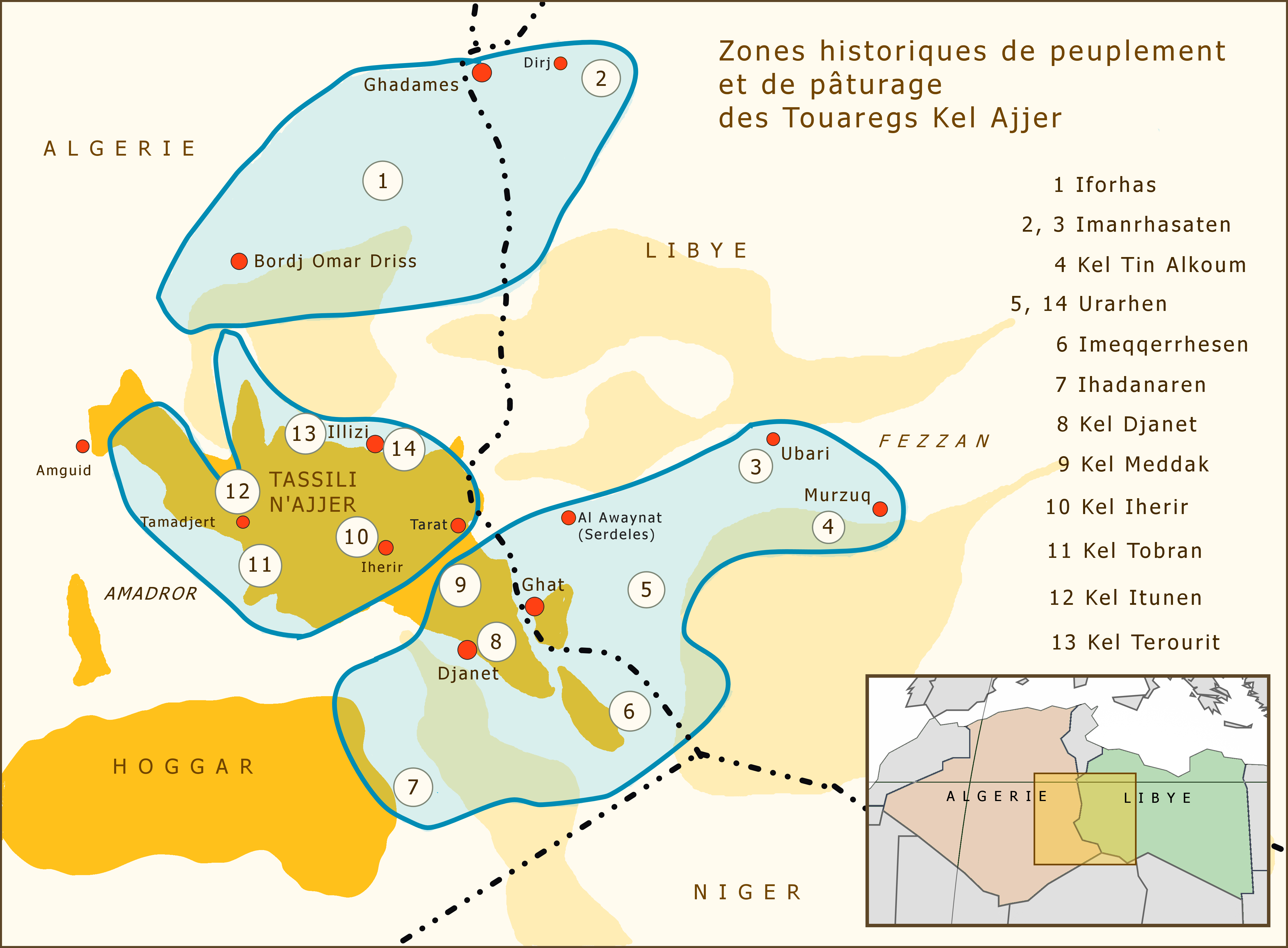
Zones historiques de peuplement et de pâturage des Touaregs Kel Ajjer

Jusqu'à la colonisation, tout l’Ajjer était sous l’autorité d’un seul amenokal (chef). Le dernier, In Gueddazen ag Kalala, de la chefferie des Ourâghen (ou Uraghen, Oreighen), parvient au pouvoir en 1886. Toutefois, avec l'apparition de la frontière entre la Libye et l'Algérie en 1916, la chefferie traditionnelle s'est scindée en deux branches pour s'adapter à cette réalité, même si elles se réfèrent au même ascendant, Mohamed ag Ti-n-Akerbas, fondateur de la chefferie Ouraghen au XVIIe siècle. Les Imanghassaten n'ont jamais accepté la domination des Ouraghen et ont quitté le centre de l’Ajjer, à savoir la région de Ghât, pour aller s’installer au Fezzan, provoquant une scission au sein de la chefferie.
Finalement, la chefferie des Touaregs Kel Ajjer a éclaté en quatre groupes :
- le groupe d'Oubari ;
- le groupe de Ghât, constitué du clan des Ouraghen et de ses tributaires[1] ;
- le groupe de Targa, constitué du clan des Imanghasaten et de ses tributaires, habitant la région du Fezzan[1] ;
- le groupe algérien.

Ainsi la confédération des Touaregs Kel Ajjer compte notamment deux chefferies touarègues, en concurrence en Libye : les Imanghasaten et les Ouraghen.

## Relation avec les autres tribus
Les Kel Ajjer ont noué des alliances pour la sécurisation de voies caravanières, surtout avec les groupes qui leur sont voisins.
Les groupes arabophones des Isinaouen, qui habitent au nord de Ghât et au sud de Djebel Nefoussa, étaient liés par une parenté à plaisanterie avec les Kel Ajjer, spécialement avec les Ourâghen, dont ils louaient les chameaux à l’époque de caravanes commerciales transsahariennes.
Les Touaregs Kel Ajjer sont traditionnellement en relation avec les Toubous et ont renouvelé, en 2003, le traité d’amitié qui les liait à eux. Pour renforcer leur émancipation des Ouraghen, les Imanghassaten nouèrent des alliances politiques avec des groupes arabophones rivaux de ces derniers, à comment par les tribus arabes de Zintan, qui habitent le Djebel Nefoussa.

## Histoire

### Colonisation des Kel Ajjer
Le 19e siècle a été marqué par des querelles entre Touaregs et avec le peuple d'origine arabe des Châamba et par des rezzous et contre-rezzous. - En 1830, Alger fut occupée par les Français. Au cours des 14 années suivantes, ils ont progressé jusqu'aux premières grandes oasis à la lisière nord du Sahara. En 1858, le maréchal Randon, gouverneur général de la colonie d'Algérie, s'est fixé pour objectif de relier les territoires coloniaux d'Afrique du Nord à ceux du Soudan (aujourd'hui le Sahel) par des routes transsahariennes. Dans un premier temps, cela devait se faire de manière pacifique.
La même année, Randon a envoyé Bou Derba, un interprète indigène de l'armée et musulman, en mission de reconnaissance jusqu'à Ghat. Il atteignit cet objectif grâce à la protection du cheikh Osman, le chef pro-français de l'ethnie Kel Ajjer des Iforhas. Il fut suivi par d'autres explorateurs, notamment Henri Duveyrier, qui séjourna en 1860/61 au pays des Kel Ajjer.
Mais à partir de 1870, de tels voyages devinrent trop dangereux en raison des conflits qui éclataient entre les Touaregs et de la résistance à la colonisation française.
De 1874 à 1878, les Kel Ajjer et les Kel Ahaggar se sont fait la guerre. Il y eut trois combats et les Kel Ahaggar sortirent vainqueurs du premier et du troisième. Mais les Kel Ajjer n'étaient pas encore prêts à faire la paix. Par la suite, il y eut d'autres rezzous, également des campagnes de vengeance, avec de nombreux morts et des pertes en biens, jusqu'à la conclusion de la paix en 1878.

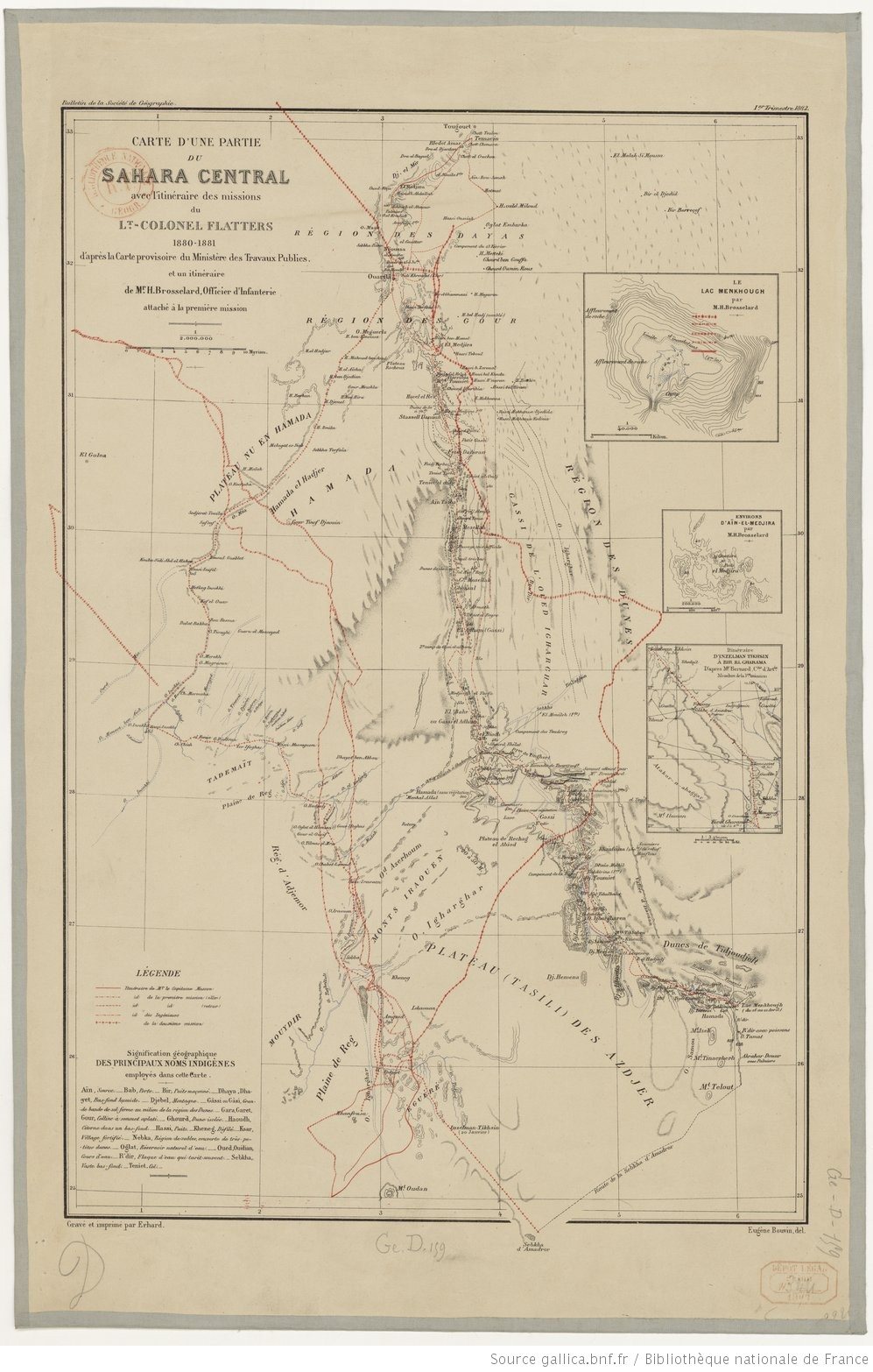
Itinéraire de la première expédition de Flatters

En 1880, la France envoya l'expédition Flatters dans la région des Kel Ajjer. Elle devait explorer un itinéraire possible pour un projet de ligne de chemin de fer transsaharienne. Henri Brosselard, l'un des officiers de l'expédition, a écrit après une rencontre avec des chefs des Kel Ajjer dans son rapport:
« Les Touareg sont de haute taille, vigoureux, souples, d'allure énergique. ... Ils ont l'air véritablement imposants, et rappellent les chevaliers errants du moyen âge; leur aspect d'ailleurs n'est rien moins que rassurant, et lorsqu'on les a vus, on comprend le respect mêlé de crainte qu'ils inspirent à leurs amis les Chambaa, et les légendes dont ils sont les héros. »
Mais comme le colonel Flatters n'a pas obtenu l'autorisation de passage de l'Amenokal des Kel Ajjer, il est revenu avec son équipe par le même chemin. En décembre de la même année, la deuxième expédition de Flatters démarra. Cette fois-ci, le chemin devait mener directement au sud, via le territoire des Kel Ahaggar dans le Hoggar, bien que Flatters ait été averti par les Ahaggar qu'il n'était pas le bienvenu. L'expédition s'est donc soldée par un désastre. Cela a eu pour conséquence que les Français n'ont plus tenté de pénétrer plus au sud du Sahara au cours des années suivantes.

#### Les Ottomans et la Sanusiya
Dans la seconde moitié du 19e siècle, la Sanusiya est devenue une force religieuse et politique importante dans le sud de la Libye. Au début du 20e siècle, Ghat était l'un de ses centres religieux. Les Senoussis y étaient également influents sur le plan politique, bien que la ville ait fait nominalement partie de l'Empire ottoman jusqu'en 1911. Les habitants de Ghat et une partie des Kel Ajjer sympathisaient avec eux, en particulier le cheikh Amoud Ag El Mokhtar, dernier chef de l'ethnie iménane. Il devint le représentant de la Sanusiya à Djanet et s'opposa avec véhémence aux projets de colonisation des Français.

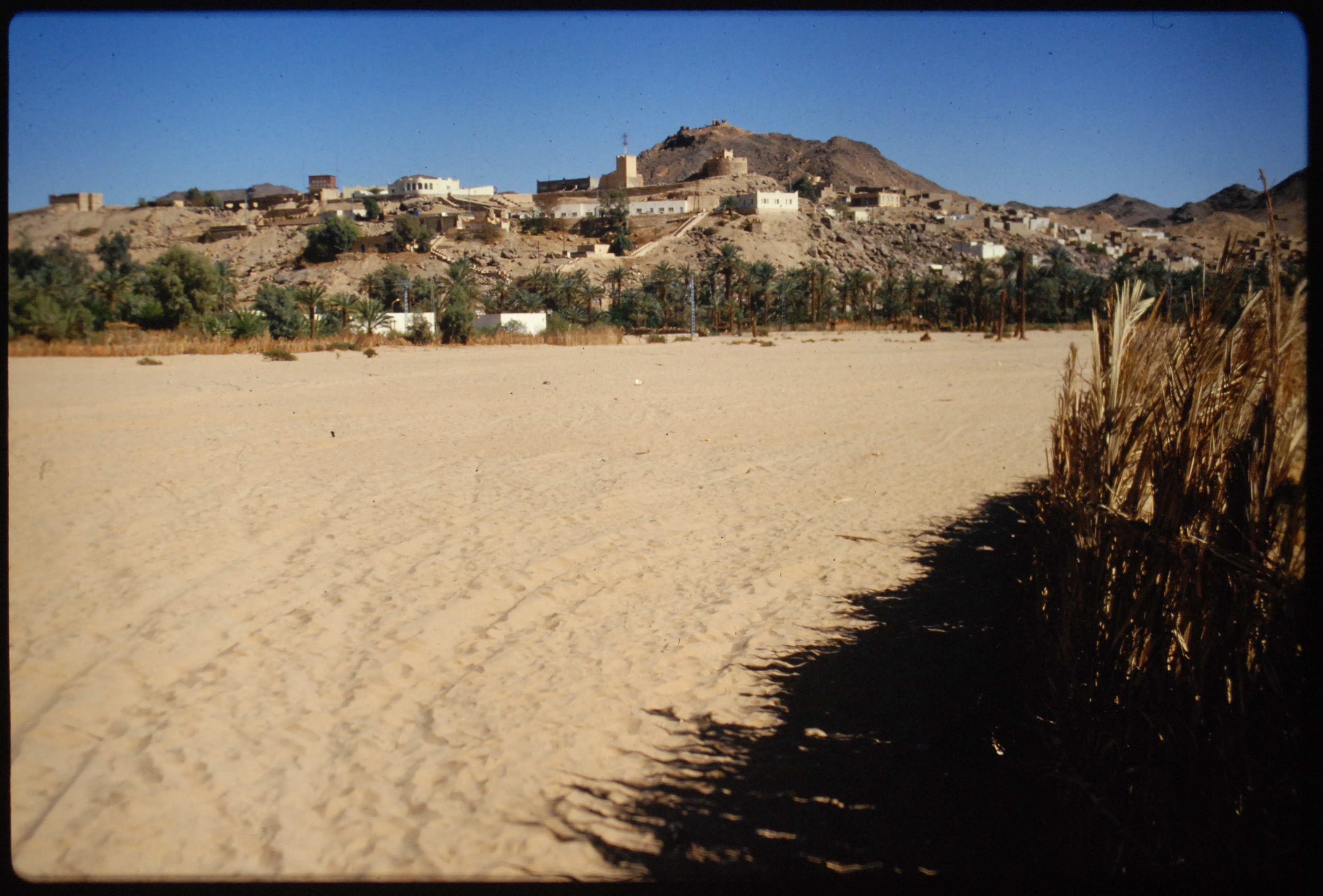
Djanet avec l'ancien Fort Charlet
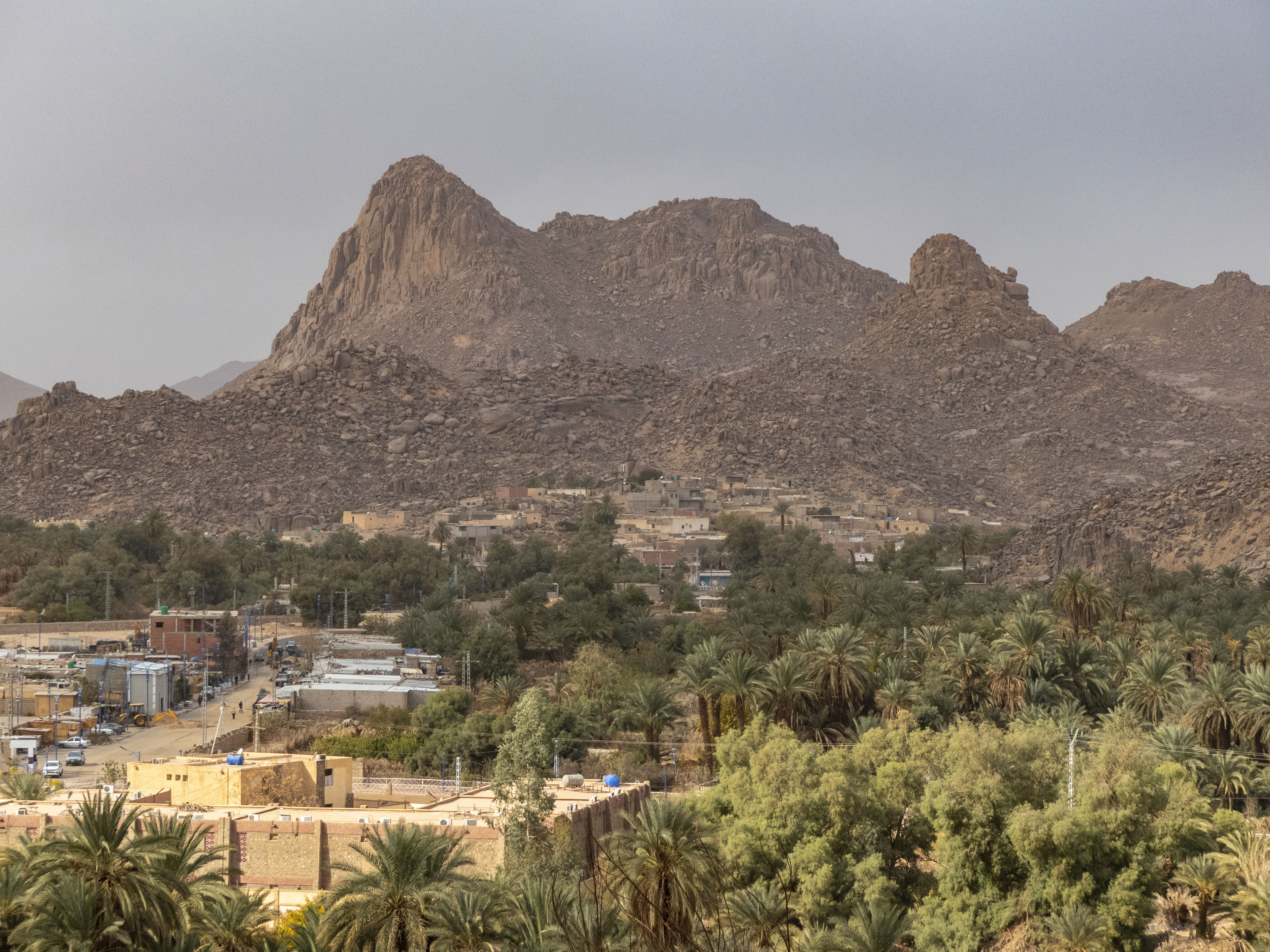
Djanet : en arrière-plan le ksar d'Azelouaz
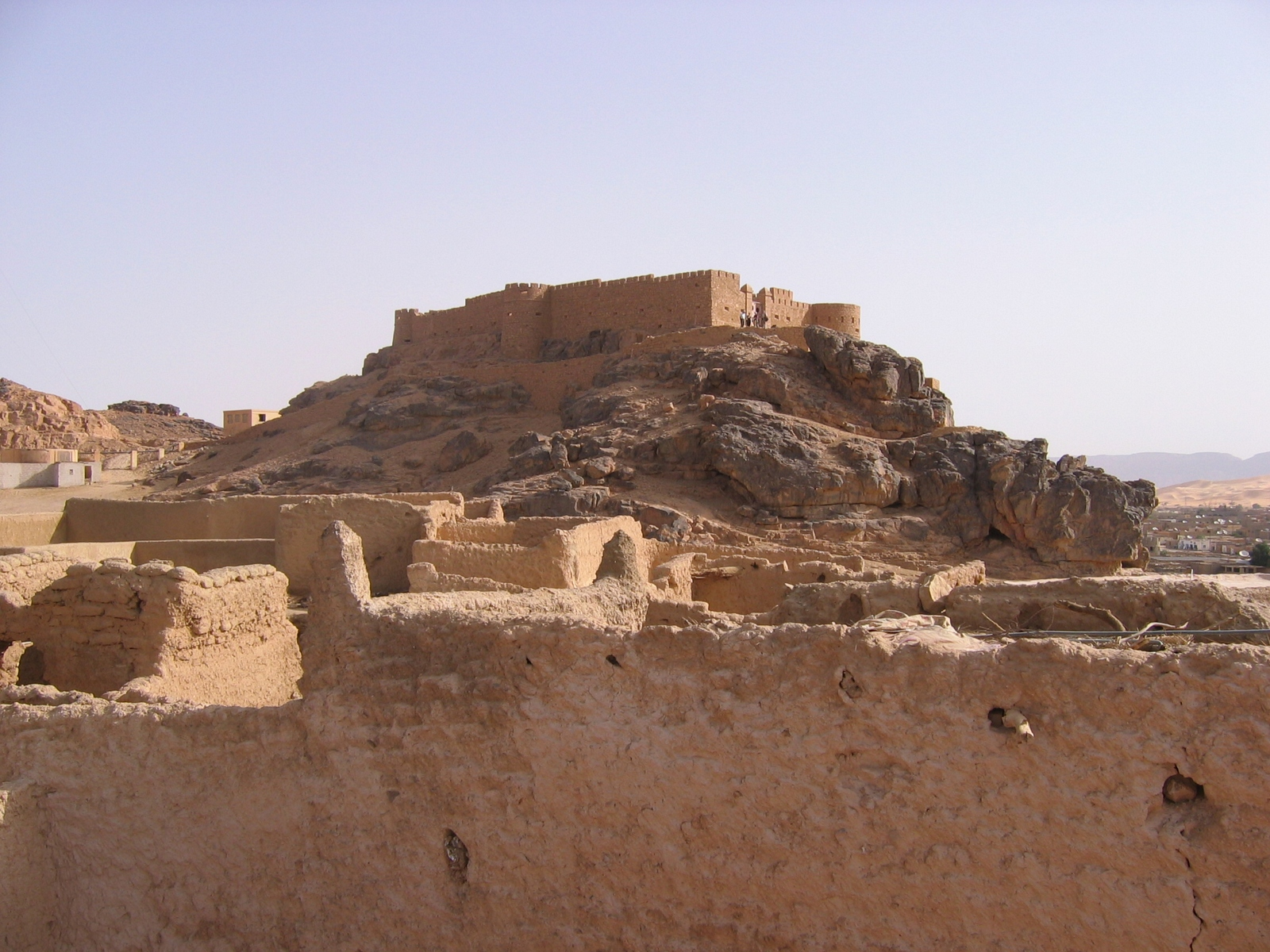
Le Fort Ghat, construit en 1930 par le pouvoir colonial italien
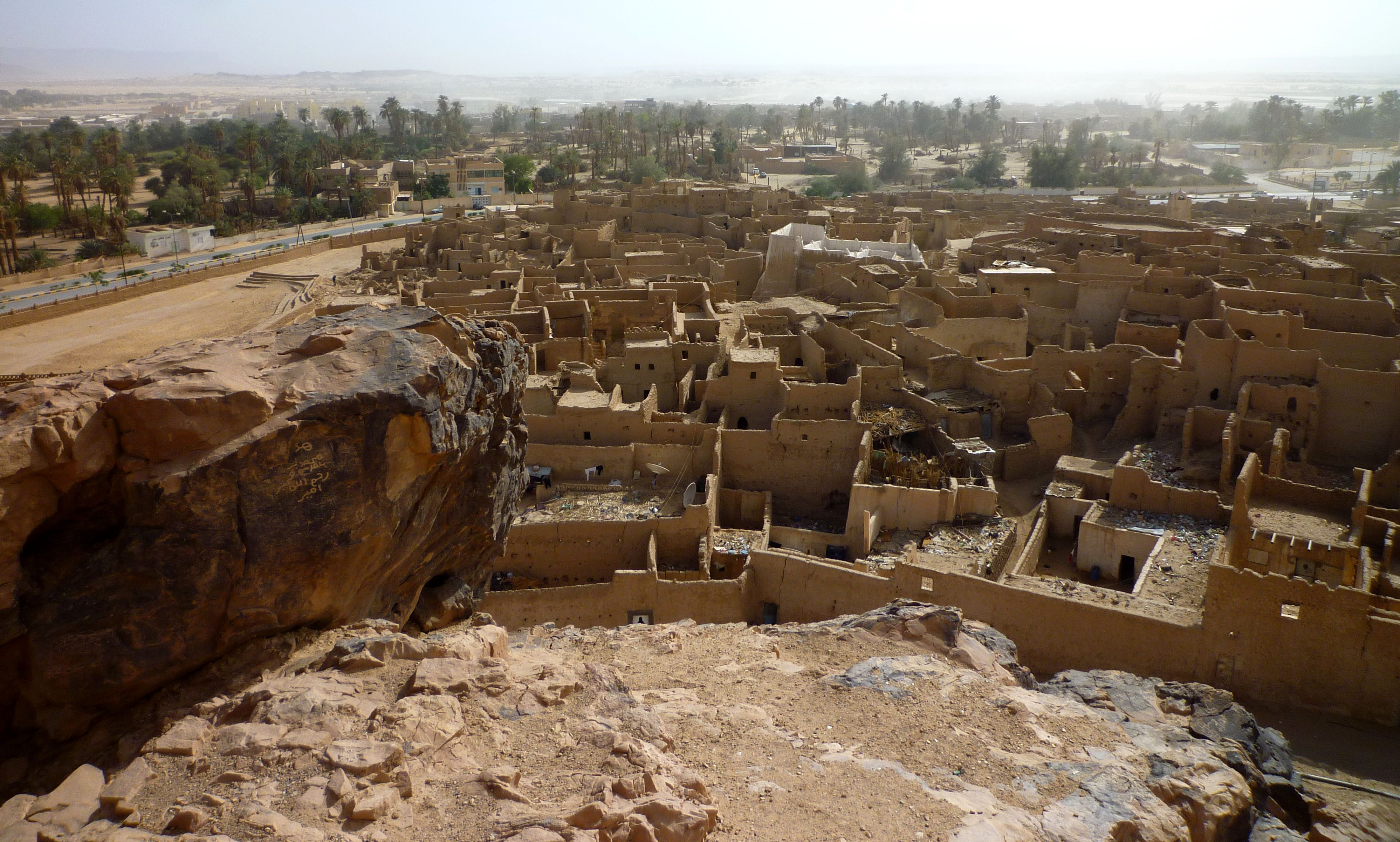
Ghat : Vieille ville, vue depuis le fort
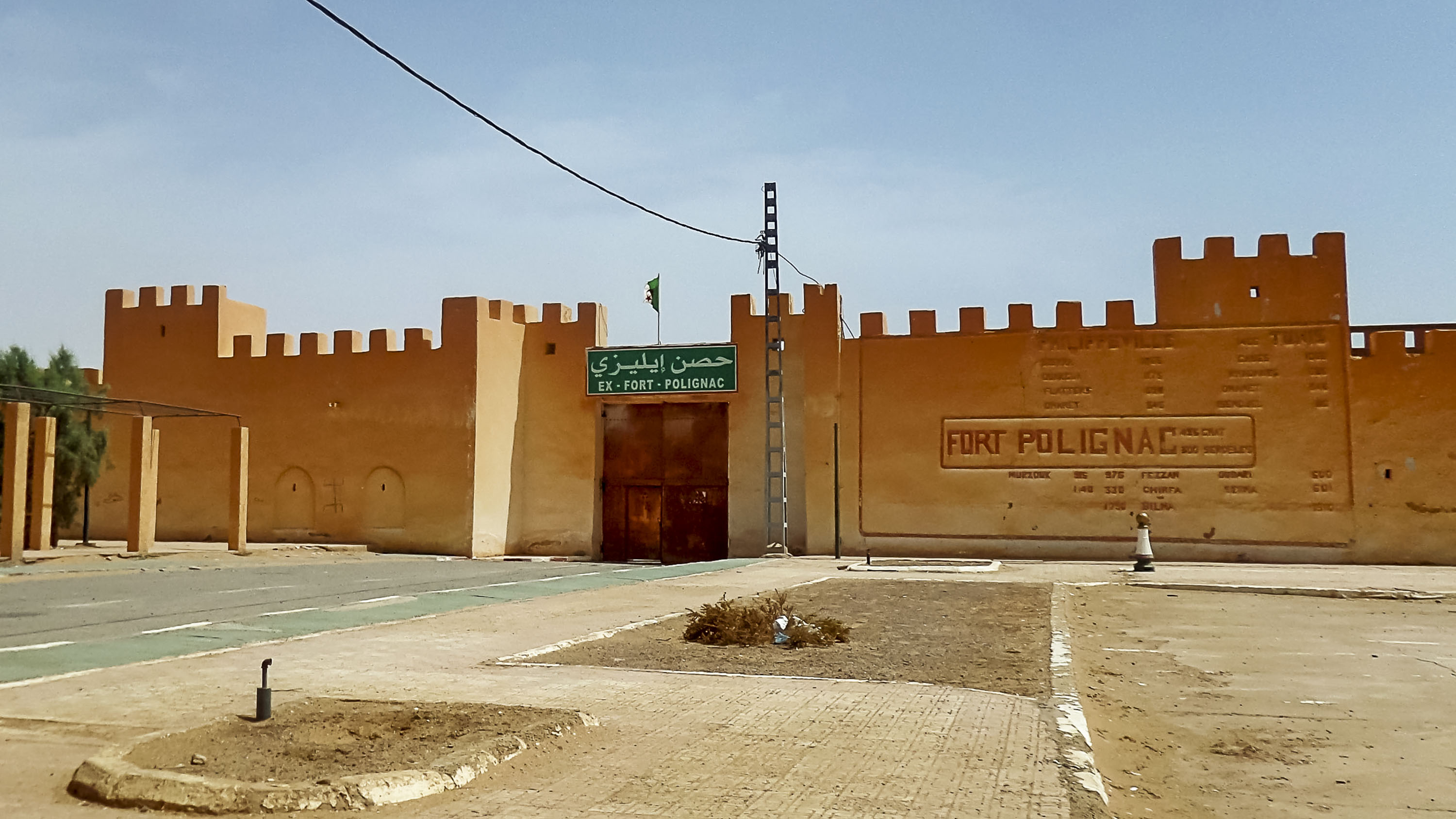
Fort Polignac, aujourd'hui à Illizi

#### Les Français dans la région des Kel Ajjer
Fin décembre 1899, les Français occupèrent définitivement l'oasis d'In Salah. Cela inquiéta les Kel Ahaggar et, en conséquence, certaines de leurs ethnies se déplacèrent vers l'est, dans le territoire des Kel Ajjer et dans le Fezzan. Ils préféraient se soumettre aux Turcs plutôt qu'aux Français. Avec des chefs de groupes ethniques Kel Ajjer, ils demandèrent des armes et un soutien au pacha de Tripoli et commencèrent plus tard des rezzous dans des régions où les Touaregs s'étaient placés sous protection française.

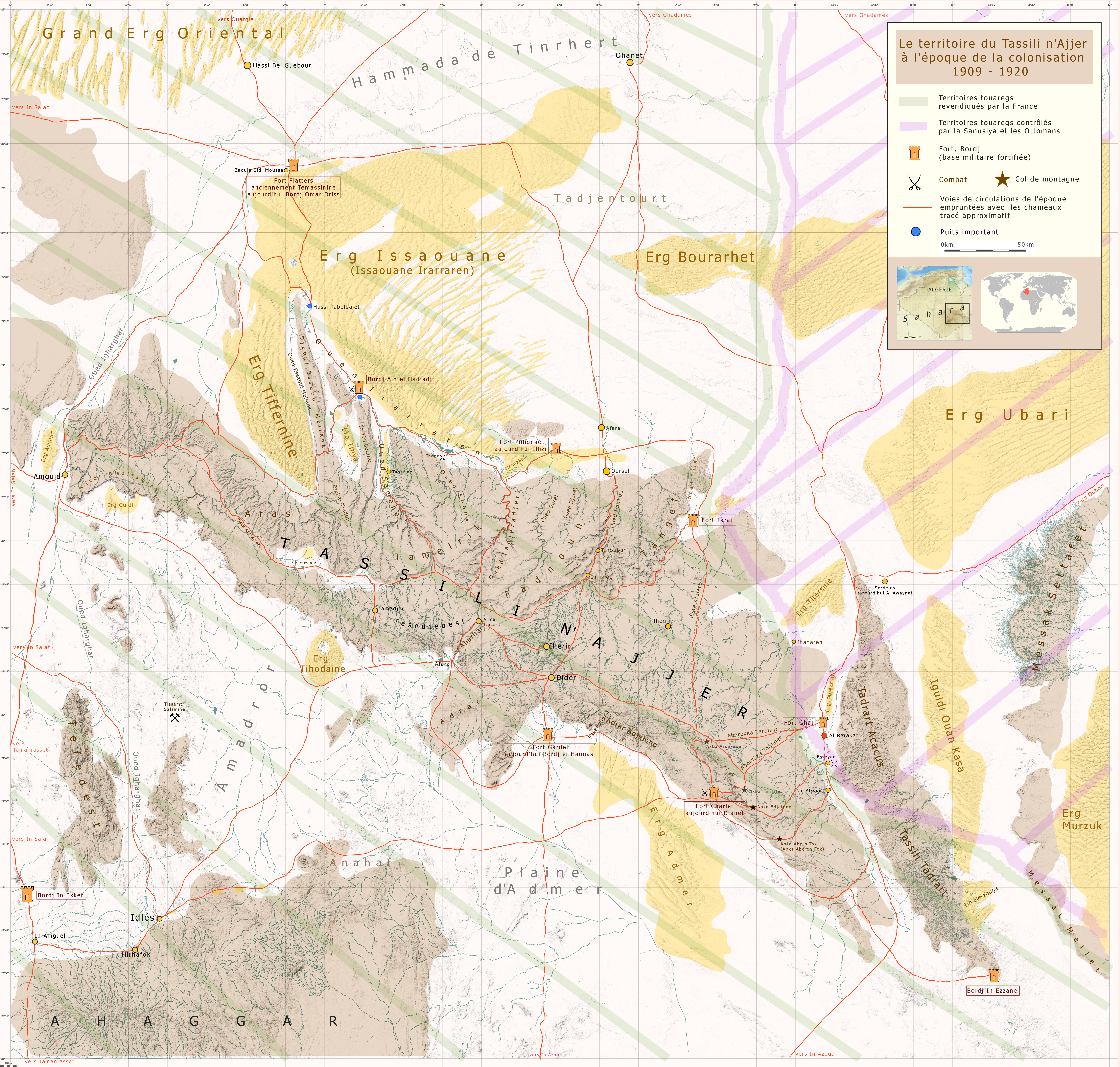
Carte de situation du Tassili n'Ajjer 1909-1920

Fin juin 1903, le capitaine français Pein est arrivé à Temassinine (aujourd'hui 
Bordj Omar Driss) avec un goum. Ils ont ensuite progressé jusqu'à Tarat, un village située à l'est d'Illizi. Mais les Touaregs évitèrent toute confrontation. - En 1904, le fort français Flatters fut construit près de Temassinine. Durant l'été et l'automne 1904, les Chaambas, avec l'approbation de la France, effectuèrent plusieurs rezzous chez les Kel Ajjer et jusque dans le Fezzan, enlevant plus de 1000 chameaux. - Le 10 décembre 1904, le capitaine français Touchard quitta Temassinine avec un goum de 200 méharistes et se rendit sans incident jusqu'à Tarat. Là, il a rencontré les chefs de trois groupes ethniques d'Ajjer qui se sont soumis aux Français. La mission Touchard traversa ensuite le plateau du Tassili n'Ajjer via Iheri et arriva le 19 janvier 1905 sans rencontrer de résistance à Djanet, où Touchard fut le premier Européen à entrer. Les habitants étaient effrayés, mais ne résistèrent pas. Leur chef, le sultan Amoud, était absent. Sur le chemin du retour, des détachements furent envoyés pour enquêter sur des vols de chameaux et d'armes, ce qui entraîna également des confiscations. - Les Ottomans protestèrent contre ces actions par le biais de canaux diplomatiques et revendiquèrent Djanet. Le tracé de la frontière entre l'Empire ottoman et la puissance coloniale française n'était pas encore clarifié dans la zone située au sud et au nord de Ghat jusqu'à Ghadamès.
Jusqu'à la fin de l'année 1911, il y avait toujours des rezzous, même ceux qui réunissaient plus de 100 participants, que les Français, respectivement les Turcs, approuvaient ou toléraient lorsqu'ils portaient préjudice à la partie adverse. Eux-mêmes ne sont pas impliqués avec leurs troupes, mais ont poursuivi les participants ennemis sur leur territoire. A cette époque, les Français se déplaçaient avec de petites troupes dans le Tassili n'Ajjer pour faire de la médiation, mais aussi pour marquer leur présence. Ils savaient que s’ils prenaient des mesures sévères, de nombreux groupes ethniques se retireraient sur le territoire turc. Pendant ce temps, les Turcs, les Senoussis et le cheikh Amoud tentaient eux aussi de placer des groupes ethniques ajjer sous leur influence.
Au printemps 1908, le colonel Laperrine, commandant des troupes sahariennes françaises, se rendit dans la région des Kel Ajjer pour se faire une idée de la situation. Dans l'Oued Ilezi, il détermina l'emplacement exact du futur Fort Polignac, dont la construction commença et s'acheva en novembre 1909. Il décida également que les groupes ethniques qui ne voulaient pas se soumettre aux Français ne pourraient plus retourner dans leurs régions pour exploiter par exemple des zones de pâturage ou effectuer la récolte des dattes sur leurs propriétés. - En juillet 1909, un contingent français dirigé par le capitaine Niéger pénétra à Djanet sans rencontrer de résistance et exigea que le drapeau turc soit enlevé sur les différents ksour. Mais les Kel Djanet ne voulaient pas se soumettre aux Français, car pour eux, le sultan Amoud restait leur chef. Celui-ci ne s'était à nouveau pas montré. - Deux ans plus tard, en novembre 1911, les Français occupent à nouveau Djanet sous le commandement du capitaine Charlet sans rencontrer de résistance. Les habitants se sont montrés plus bienveillants que lors de la dernière visite des Français. Au lieu de la zaouia de la Sanusiya, un bordj fut construit sur la colline et ensuite occupé.

### La période "héroïque" 1913-1920

#### Le combat d'Esseyen
Au printemps 1913, la rumeur se répandit à Djanet qu'il y avait un rassemblement de troupes dans la région de Ghat et qu'une attaque sur Djanet était en préparation. Mais les militaires français n'en trouvèrent aucune confirmation. En mars, le lieutenant Gardel se dirigeait vers le sud, vers le bordj français d'In Ezzane, avec un détachement d'environ 45 méharistes et deux sous-officiers français sur leurs chameaux de selle. En cours de route, il fut informé que le rassemblement de troupes à Ghat existait et qu'il devait se renseigner à ce sujet. Le 7 avril, la formation atteignit Tin Alkoum et avança jusqu'à Esseyen. Le lendemain, à midi, leur groupe de reconnaissance a signalé qu'un contngent ennemie d'environ 300 hommes avançait dans leur direction. Un combat acharné s'ensuivit dans les dunes de la région. Les combattants d'Amoud étaient en surnombre et possédaient de meilleurs fusils et beaucoup de munitions. Ils ont rapidement encerclé le contingent français et abattu leurs chameaux. Les échanges de tirs se poursuivirent jusque tard dans la nuit. Gardel envoya un Touareg à travers les lignes ennemies vers Djanet avec une demande urgente de soutien.
Le lendemain matin, les forces françaises virent au loin des renforts de leurs adversaires s'approcher. Gardel osa alors une attaque désespérée avec des baïonnettes montées. Ses adversaires furent surpris par la férocité du combat, leurs tirs ne firent pas mouche et ils prirent la fuite. Dans le carnage qui s'ensuivit, il y eut de nombreux morts et blessés du côté d'Amoud. Ses guerriers furent poursuivis par leurs adversaires. Il restait 47 morts, les vainqueurs annonçaient deux morts et dix blessés. La marche à pied des forces françaises avec les blessés à travers le Tassili n'Ajjer fut ensuite difficile. Elles furent cependant rattrapées et soutenues par la troupe de secours du capitaine Charlet. - Plus tard, Gardel a été décoré de la Légion d'honneur française pour ses services, et tous ses subordonnés ont reçu des décorations militaires ou coloniales.

#### Actions guerrières 1916 à 1920
Trois ans plus tard, au printemps 1916, le sultan Amoud avait à nouveau rassemblé à Ghat, avec l'aide des Senoussis, une force de combat considérable, les sources françaises parlent de plusieurs centaines d'hommes. Parmi eux se trouvaient des méharistes déserteurs. Le 6 mars, ils atteignirent Djanet et y assiégèrent le Fort Charlet. Il était défendu par le sous-officier français Lapierre et 44 goumiers. Le fort est resté 18 jours sous le feu d'un canon que les Senussi avaient pris aux Italiens qui partaient en 1914 et qui a causé des dégâts considérables. Le 20 mars, son seul accès à l'eau fut détruit et les troupes de secours demandées au Fort de Polignac n'étaient pas encore arrivées.
Dans la nuit du 24 mars, ils réussirent leur deuxième tentative d'évasion. Ils s'enfuirent dans les montagnes, où ils cherchèrent un point d'eau. Les troupes d'Amoud occupèrent le fort et envoyèrent des troupes de reconnaissance. Les troupes de secours françaises atteignirent Djanet, mais, largement en sous-nombre, elles se retirèrent. - En cours de route, Lapierre perdit de plus en plus de ses hommes qui désertaient. Il fut fait prisonnier avec les six derniers Chaambas. - En mai de la même année (1916), la colonne française Meynier reprit Djanet avec 1000 hommes. Mais en juin, elle fut à nouveau abandonnée. Cet avant-poste de l'armée coloniale française était trop isolé, le ravitaillement n'était pas assuré.Le cheikh Amoud s'installa à nouveau à Djanet et continua à essayer de repousser la puissance coloniale française par des attaques, des raids et des combats, ce qu'il réussit temporairement avec ses Touaregs.
Brahim ag Abakada était un autre chef des groupes ethniques Kel Ajjer. Son père était un Urarhen des Kel Imirhou. Brahim avait une grande influence sur les Kel Ajjer dans la région entre l'Oued Imirhou (à l'ouest de Tarat) et Aharhar (à l'ouest d'Iherir). Brahim s'était opposé à l'influence de la Sanusiya et avait proposé aux Français de combattre la Sanusiya avec ses Touaregs. Mais ses conditions n'étaient pas acceptables pour ces derniers. - 
En réponse, lui et ses hommes combattirent les troupes françaises par de nombreux raids et enlèvements. En février 1917, un combat a lieu près d'Ain el Hadjadj dans l'Oued Irarraren, à 125 km au nord-ouest d'Illizi. Les forces françaises furent durement touchées et subirent de lourdes pertes. En conséquence, les Français se sont retirés de la région du Tassili n'Ajjer.- En octobre 1918, une opération dite de pacification des troupes coloniales françaises a suivi, à laquelle participaient également des Touaregs des Kel Ahaggar en tant que méharistes ou goumiers. L'objectif était d'amener les Kel Ajjer rebelles à coopérer et à se soumettre à « la paix française » par une démonstration de force. Djanet fut alors reconquise. - Fin février 1919, Brahim et les Français parvinrent à un accord par lequel il se plaçait avec ses Touaregs sous le commandement français. Ceux-ci lui conférèrent le titre d'Amghar de l'Imrad du Tassili.

#### Fin des combats
En juillet 1920, une colonne militaire française était en route dans la région du Tassili n'Ajjer et s'empara définitivement de Djanet le 20 juillet. Elle était composée de goumiers et de Touaregs Kel Ahaggar de Moussa Amastane, l'amenokal des Kel Ahaggar. Les troupes d'Amoud se retirèrent dans la montagne, mais furent poursuivies par 140 méharistes et 30 goumiers sous le commandement d'un sous-officier français. Dans le terrain en forme de ravin en dessous du col d'Assakao, au nord de Djanet, le combat a eu lieu. Les 250 Ajjer furent vaincus et laissèrent derrière eux 27 morts, les vainqueurs perdirent 10 hommes.
Vers la fin de l'année 1920, la résistance des Kel Ajjer à l'occupation française s'était effondrée, la période « héroïque » pour les deux parties était terminée. Héroïque, car de nombreux combats très durs ont marqué l'histoire. - Cette époque a donné lieu à de nombreux poèmes et chansons touaregs, mais aussi à des romans et des films français dans lesquels leurs héros sont entrés dans l'histoire. - Cheikh Amoud s'était retiré en Libye. Il avait abandonné ses biens à Djanet. Il vivait désormais près d'Oubari, où il possédait des jardins, et y est mort en 1927.
L'objectif d'Amoud durant ces années était d'empêcher la colonisation des Touaregs par les Français. Les raisons de son échec étaient que les Touaregs du nord étaient affaiblis par des luttes internes au cours des dernières décennies, ainsi que par des années de sécheresse (à partir de 1911) et des essaims de criquets (1914), tous deux suivis de famines. Une autre raison était que les chefs des groupes ethniques, y compris ceux des Kel Ajjer, ne pouvaient pas se décider pour une action commune. C'est ainsi que les Français sont parvenus à leurs fins en appliquant le principe « diviser pour mieux régner ».

### Régime de Kadhafi
Les Touaregs libyens ne s’opposèrent pas au régime des comités révolutionnaires instaurés par le colonel Kadhafi après sa prise du pouvoir en 1969. Au contraire, profitant de politique de Kadhafi, qui fit des alliances tribales un pilier important de son système politique, ils maintinrent la position privilégiée qu'ils avaient acquise au sein des institutions de l'État du temps de la monarchie. Ce faisant, Kadhafi renforça la concurrence chez les Touaregs libyens entre la branche de Ghât et celle de Targa. Les Ouraghen, avec leurs alliés arabes Magarha et Oulad Souleymane, soutinrent le régime de Kadhafi.